# Сауд бин Рашид аль-Муалла
Шейх Сауд бин Рашид аль-Муалла (родился 1 октября 1952) — нынешний (11-й) правитель эмирата Умм-эль-Кайвайна (с 2009 года), а также член Высшего совета Объединенных Арабских Эмиратов (ОАЭ). Сын и преемник Рашида III бин Ахмеда аль-Муаллы (1932—2009), 10-го эмира Умм-эль-Кайвайна (1981—2009).
Шейх Сауд бин Рашид аль-Муалла стал правителем эмирата Умм-эль-Кайвайн 2 января 2009 года после того, как его отец умер. Он был командующим Национальной гвардии Умм-эль-Кайвайна в звании полковника. В 1979 году он возглавлял государственный совет Умм-эль-Кайвайна (Al Diwan Al Amir). 22 июня 1982 года эмир Шейх Рашид бин Ахмед Аль Муалла назначил своего сына Сауда бин Рашида наследным принцем Умм-эль-Кайвайна. Он помогал своему отцу в управлении делами эмирата, курировал множество инвестиционных проектов, создал многочисленные правительственные объекты и местные предприятия.

## Биография
Родился 1 октября 1952 года. Шейх Сауд получил начальное образование в Умм-эль-Кайвайна, затем учился в средней школе в Ливане. В 1974 году принц получил высшее образование со степенью в области экономики в Каирском университете в Египте.
В 1973 году шейх Сауд бин Рашид аль-Муалла был назначен на министерство иностранных дел ОАЭ. Он был назначен командующим гвардии Умм-эль-Кайвайна в 1977 году. В 1979 год он был назначен начальником дивана Умм-эль-Кайвайна, а в 1982 году стал наследным принцем.